# 斯特魯米亞尼市鎮

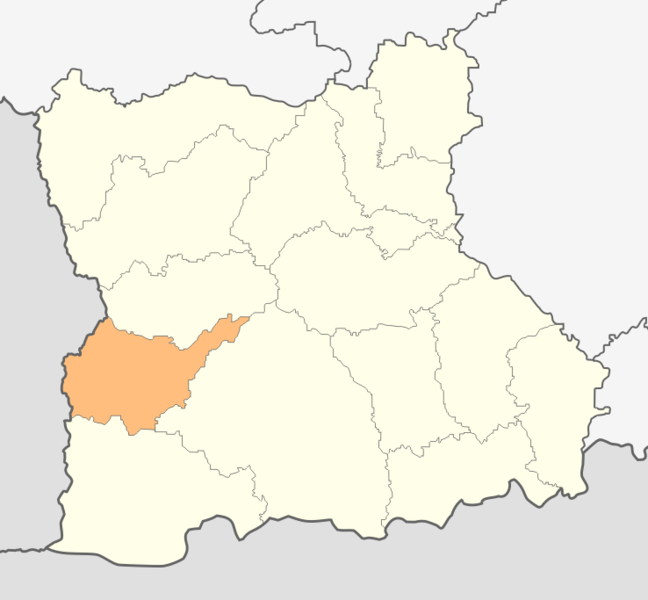
斯特魯米亞尼市鎮在布拉戈耶夫格勒州的位置

斯特魯米亞尼市鎮，是保加利亞西南部布拉戈耶夫格勒州的市鎮，行政中心为斯特魯米亞尼，面積366平方公里，2008年人口6,119，人口密度每平方公里16.72人。
41°38′N 23°12′E / 41.633°N 23.200°E